# دوري آيسلندا الممتاز 2014
دوري آيسلندا الممتاز 2014 (بالآيسلندية: Pepsideild karla í knattspyrnu 2014)‏ هو الموسم 103 من  دوري آيسلندا الممتاز. أقيم خلال الفترة 4 مايو 2014 وحتى 4 أكتوبر 2014، وكان عدد الأندية المشاركة فيه  12، وفاز فيه ستيارنان.